# Chapelle Saint-Clair de Lyon
Vous lisez un « bon article » labellisé en 2019.
Pour les articles homonymes, voir Chapelle Saint-Clair.
La chapelle Saint-Clair est un édifice religieux disparu, affecté au culte catholique et situé sur la balme Saint-Clair, au bord du Rhône, dans le 1er arrondissement de Lyon en France. Attestée au XIIIe siècle, c'est une dépendance de l'abbaye Saint-Pierre. Une recluserie s'y adjoint avant de disparaître au début de l'époque moderne. Utilisée comme aumônerie à partir du XVIIIe siècle, elle est détruite à la Révolution française.
Une chapelle du même nom est construite vingt ans plus tard sur la commune de Caluire-et-Cuire, et change ainsi de paroisse. Elle est remplacée au XXe siècle par l'église Saint-Clair sur la même commune.
Son nom s'étend à toute la balme lyonnaise, puis baptise ensuite le quartier Saint-Clair et plusieurs de ses lieux et édifices.

## Saint Clair
Saint Clair est un abbé catholique qui a vécu au VIIe siècle. Célébré à Lyon le 2 janvier, jour férié dans toutes les cours de la ville, il est protecteur des verriers. En 1619, ces derniers s'associent aux peintres, protégés par saint Luc, pour remplacer la première chapelle à gauche de l'église Saint-Bonaventure, dédiée à Marie, par leurs patrons. Ils sont remplacés deux cents ans plus tard par saint François d'Assise.

## Histoire

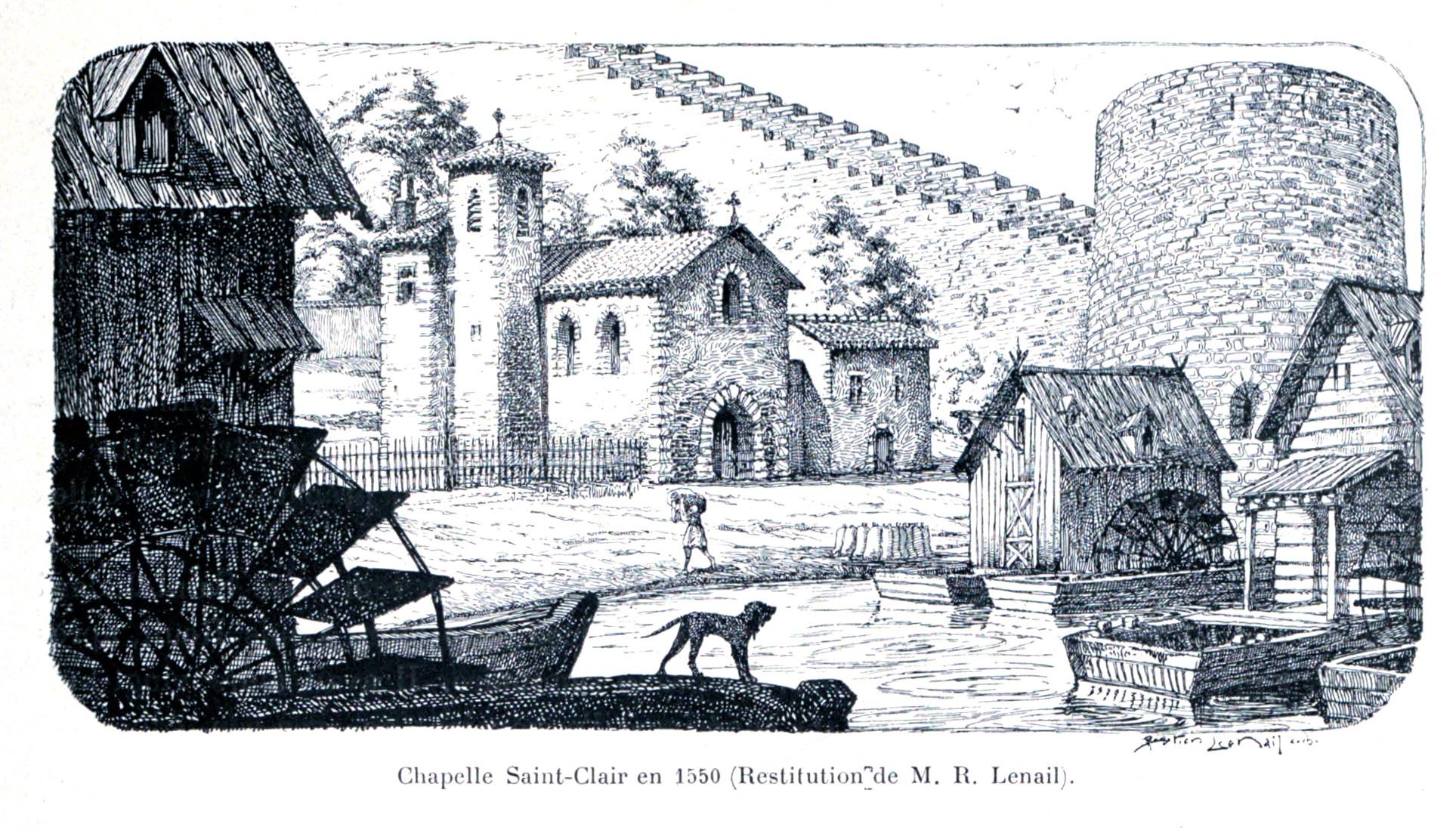
Restitution de la chapelle par Rogatien Le Nail, avec le rempart et les moulins.

Une chapelle dédiée à sainte Blandine est attestée au XIIIe siècle sur le terrain de l'abbaye Saint-Pierre. Une recluserie dite de Saint-Irénée s'installe à côté, l'ensemble prend ensuite le vocable de saint Clair. Le nom est parfois orthographié Saint-Cler, et composé sous la forme Saint-Clair du Griffon ; le Griffon était un quartier proche. Cette recluserie, une des plus célèbres parmi les onze qui existent à Lyon au Moyen Âge, est connue pour guérir principalement les maladies de la vue ; Jeanne de la Boisse y est installée comme recluse en 1258. Saint Clair est ainsi patron secondaire de l'abbaye.
Les neuf recluseries lyonnaises situées à l'intérieur des remparts, actives principalement entre les XIe et XIIIe siècles, n'existent plus au XVIe siècle. Dans un acte de 1618, la chapelle Saint-Clair est mentionnée comme ancienne recluserie, dite Saint-Irénée. C'est à cette époque une simple chapelle de dévotion où l'on ne pratique aucun service fixe. Elle est tout de même reconstruite en 1656. Vers le milieu du XVIIIe siècle, elle est utilisée comme aumônerie, fonction qui se maintient jusqu'à la Révolution française.
Pour faire face à de grandes dépenses d'extension et de réfection de leur église, les religieuses de l'abbaye Saint-Pierre vendent une partie de leur propriété. L'accord est conclu le 12 décembre 1742 avec Breton, Desraisses, Léonard Milanais et Jacques-Germain Soufflot, pour la somme de 50 000 livres. Il inclut le « tènement de maisons, jardin et vignes y compris la chapelle Saint-Clair et bâtiment en dépendans, avec la petite place au devant de la porte d'entrée de la chapelle ». La chapelle doit cependant rester en l'état jusqu'à ce que l'on puisse effectuer la translation du culte, ou sinon la reconstruire dans des dimensions identiques. Elle est démolie à la Révolution.

## Description
La chapelle lyonnaise se trouvait au nord de la place Saint-Clair, avant le rempart de la Croix-Rousse, près du bastion Saint-Clair. Cette place s'appelle aujourd'hui Louis Chazette. Sur un plan cadastral des années 1755 ou 1756, la surface au sol de la chapelle mesure 45 pieds de longueur sur 19 de largeur,.

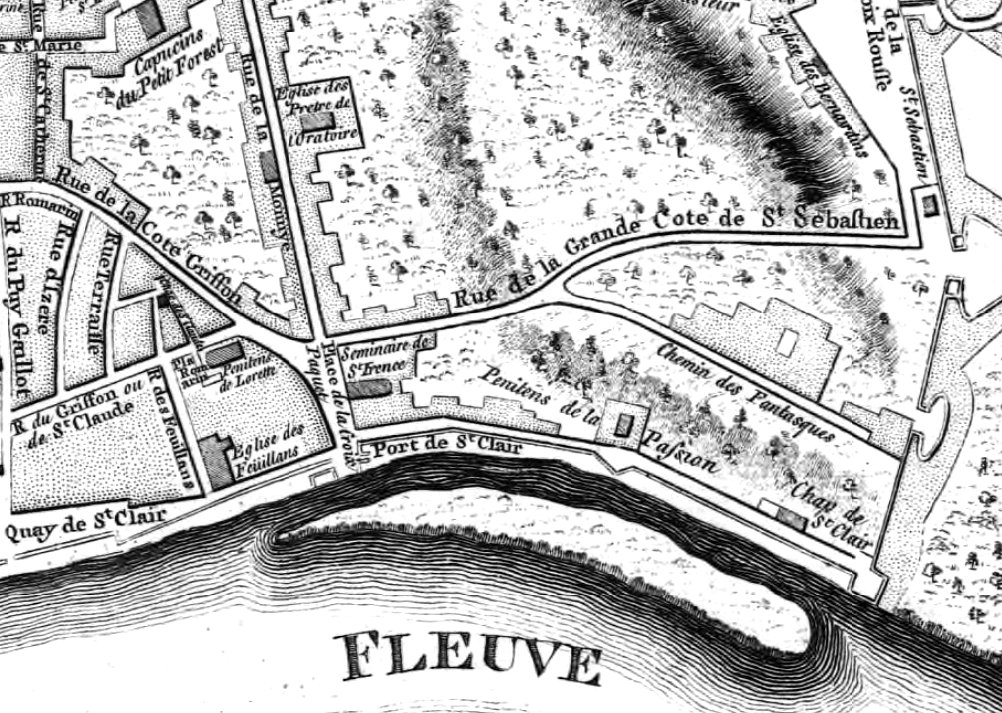
Situation sur le plan de Séraucourt en 1746
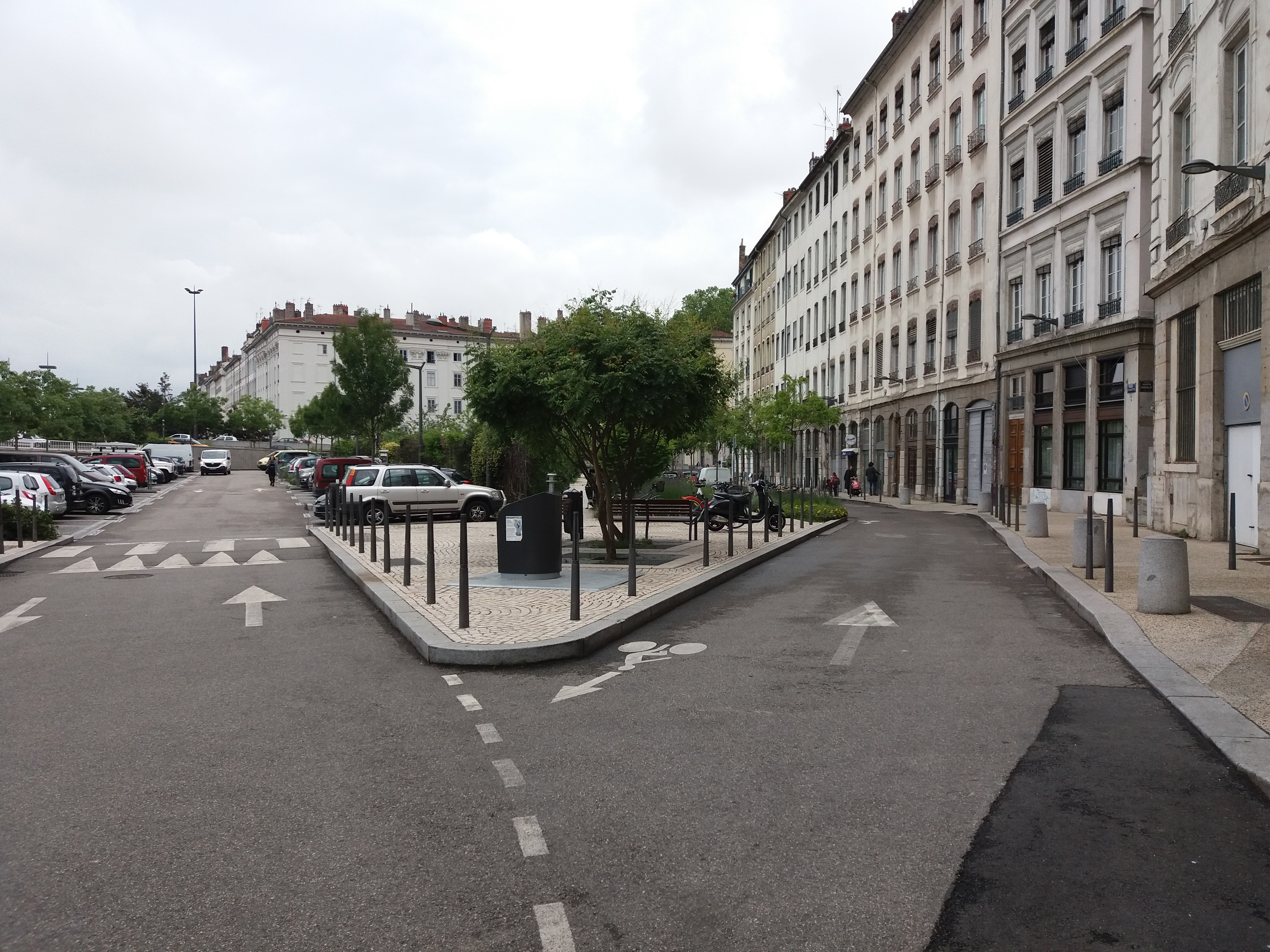
Place Louis Chazette en 2019

## Postérité
Le nom Saint-Clair de la recluserie et de la chapelle a été donné à la porte qui perçait les remparts vers le port, au port lui-même et au bastion voisin. Dans la deuxième moitié du XVIIIe siècle, Jacques-Germain Soufflot aménage la place Tolozan et la place Saint-Clair et, sur le bord du Rhône, le quai Saint-Clair. Le pont Morand, au niveau de la place des Terreaux, est appelé Saint-Clair à son ouverture. Le pont Louis-Philippe, construit en face de la place Saint-Clair en 1846, est renommé pont Saint-Clair en 1848.
Après la démolition de la chapelle, les habitants du quartier demandent un nouveau lieu de culte : une autre chapelle Saint-Clair est construite sur un terrain à Caluire-et-Cuire, à 3 kilomètres au nord-est de l'ancienne recluserie, et dépend alors de la paroisse de Caluire : elle est bénie le 18 décembre 1809. Devenue trop petite, l'église Saint-Clair est érigée sur la même commune, entre 1887 et 1926, par Louis Sainte-Marie Perrin. La paroisse donne son nom au quartier Saint-Clair, dans lequel se trouvent la Grande Rue de Saint-Clair, ainsi que la gare de Lyon-Saint-Clair.

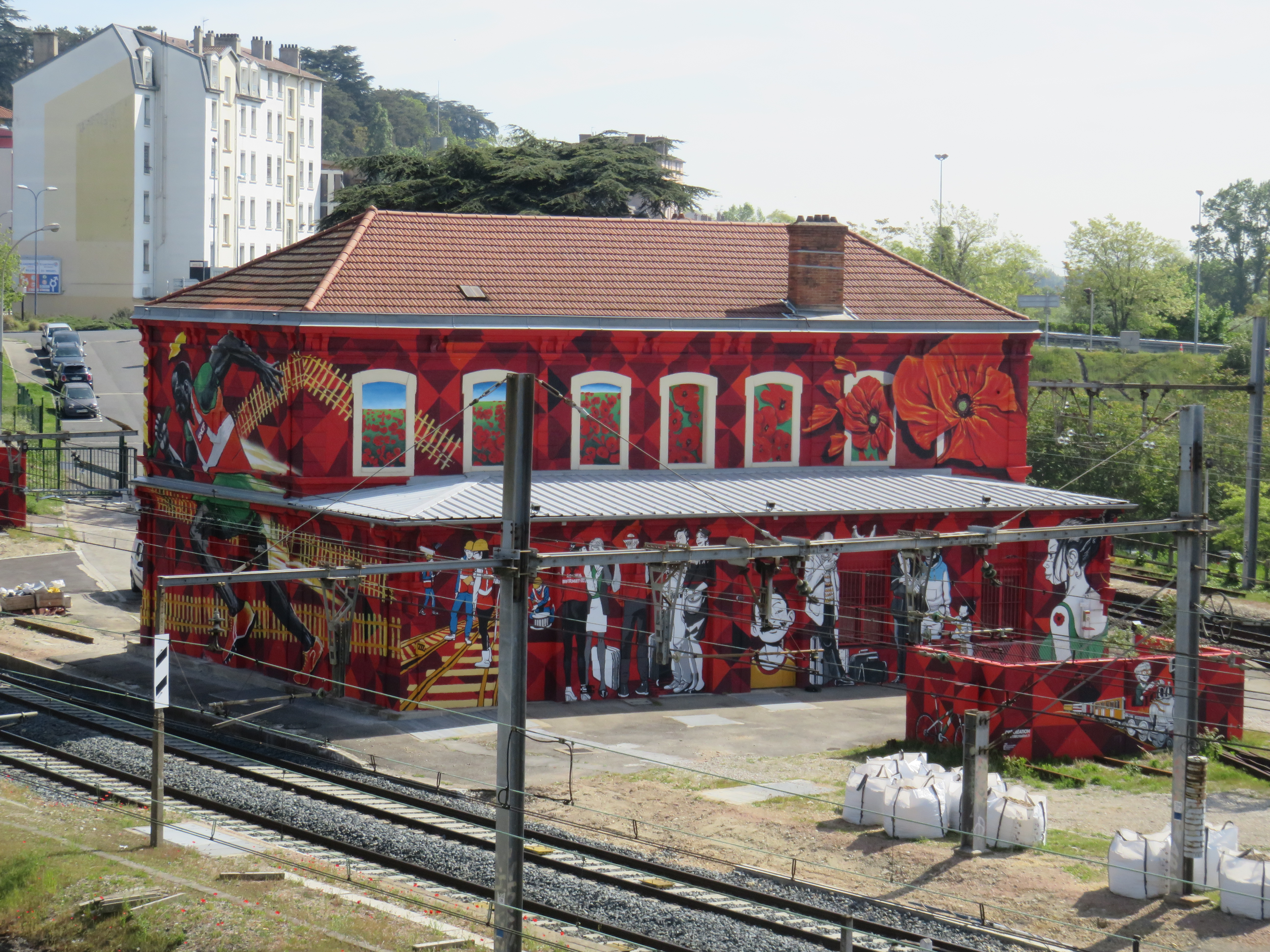
Ancienne gare de Lyon-Saint-Clair
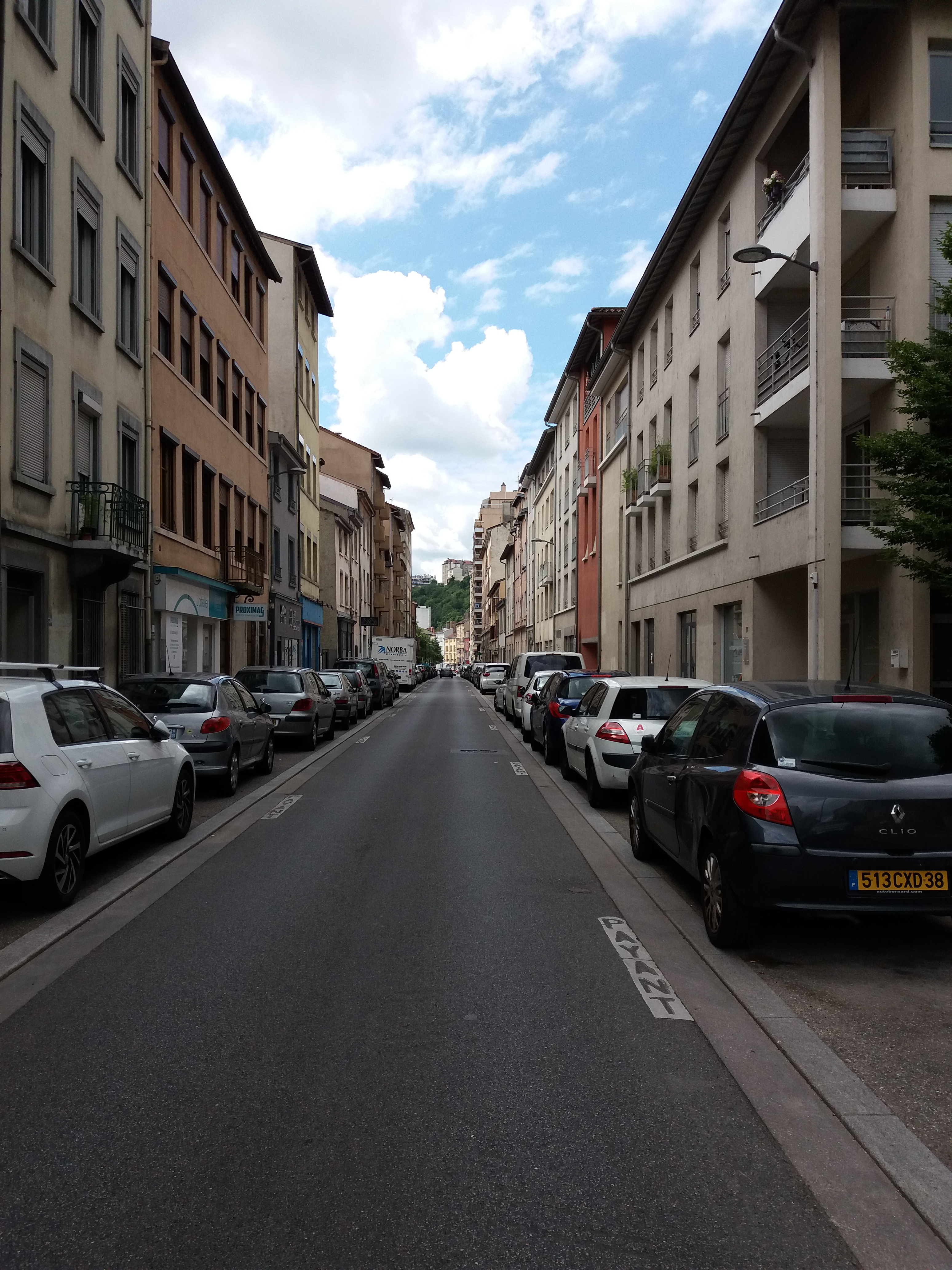
Grande Rue de Saint-Clair
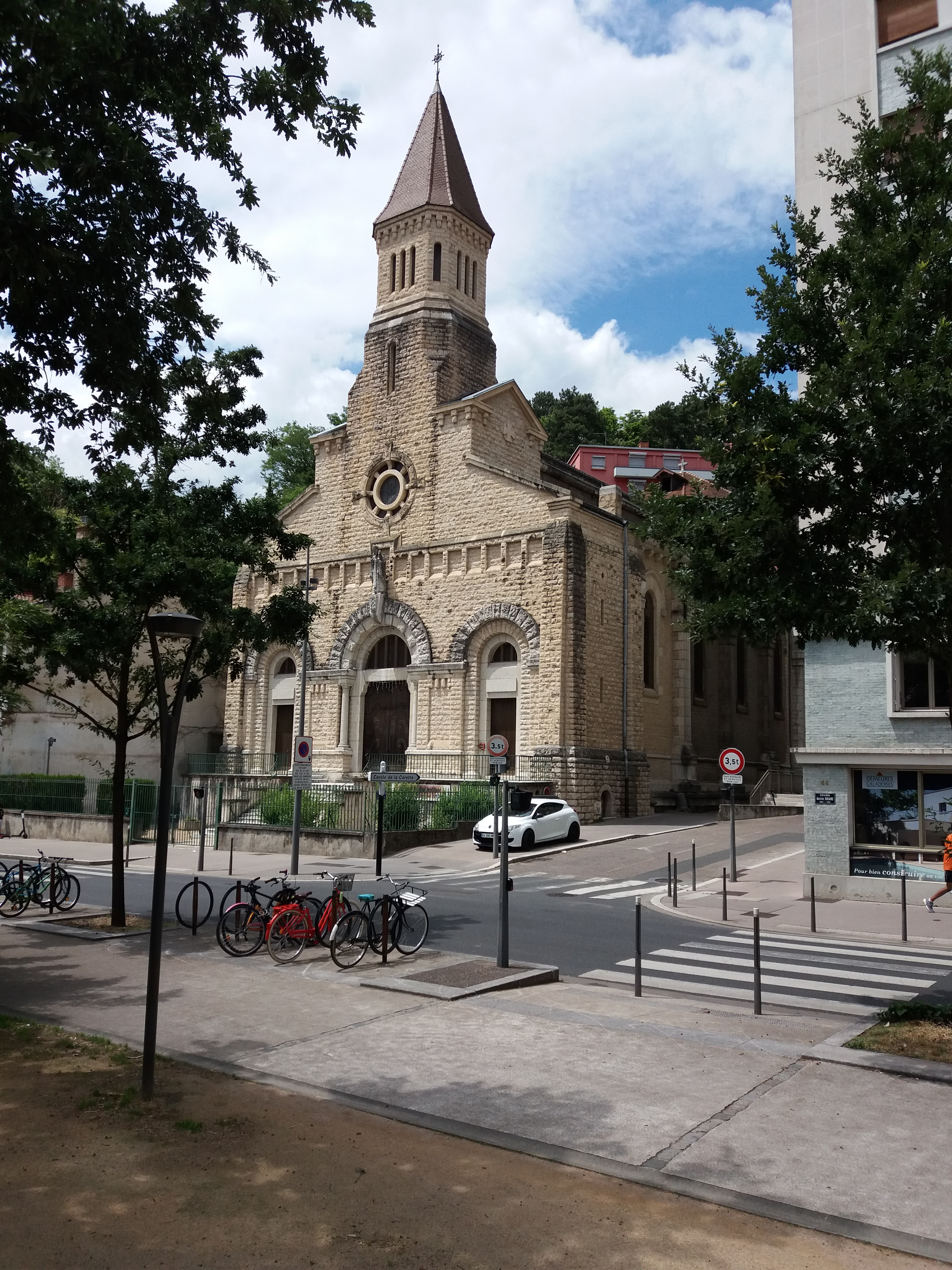
Église Saint-Clair